# Cristiana
Cristiana este un prenume feminin românesc care se poate referi la:
- Cristiana Anca Ionescu
- Cristiana Irina Anghel
- Cristiana Muscardini
- Cristiana Nicolae
- Cristiana Oliveira
- Cristiana Răduță